# 吳琛 (景泰福建進士)
吳琛（1430年—？），字景良，福建興化府莆田縣人，民籍，明朝政治人物。進士出身。

## 生平
福建鄉試第十四名。景泰二年（1451年）辛未科會試第一百四十二名，殿試登進士第三甲第五十九名。

## 家族
曾祖父吳子才。祖父吳孔誠。父亲吳儼，曾任安福縣學訓導。